# 1972 في أستراليا
فيما يلي قوائم الأحداث التي وقعت خلال عام 1972 في أستراليا.

## سياسة

### تعيين في المنصب
- 5 ديسمبر – غوف وايتلام رئيس الوزراء الأسترالي.

### انتهاء فترة المنصب
- 15 مارس – ريمون ستيل هول زعيم المعارضة [الإنجليزية]‏.
- 2 ديسمبر – دايفيد كينيدي عضو مجلس النواب الأسترالي.

## ظهور
- 1 يناير – لونلي بلانيت

## مواليد

### يناير
- 2 يناير – آدم إليوت
- 7 يناير – شين كيلي درّاج طريق أسترالي.
- 8 يناير – برنت لارخام لاعب كرة مضرب أسترالي.
- 13 يناير – مارك بوسنيتش لاعب كرة قدم أسترالي.

### فبراير
- 5 فبراير – ماري أميرة الدنمارك
- 8 فبراير – ديفيد ستيف لاعب كرة سلة أسترالي.

### مارس
- 10 مارس – نيك جيتس درّاج طريق أسترالي.

### أبريل
- 5 أبريل – باول اوكون
- 18 أبريل – غاري ماكوي متسابق دراجات نارية أسترالي.
- 27 أبريل – دارين روز كاتب أسترالي.

### مايو
- 2 مايو – مايكل هستر لاعب كرة قدم نيوزيلندي.
- 18 مايو – سكوت ميلر لاعب كرة قدم أسترالي.
- 19 مايو – كلاوديا كارفان ممثلة أسترالية.
- 25 مايو – توني رونالدسون لاعب كرة سلة أسترالي.

### يونيو
- 10 يونيو – ماثيو بريز حكم كرة قدم أسترالي.
- 24 يونيو – روبي ماكوين درّاج طريق أسترالي.

### يوليو
- 19 يوليو – تالي بيفيلاكوا لاعبة كرة سلة أسترالية.

### أغسطس
- 2 أغسطس – جاسيندا باريت ممثلة أسترالية.
- 16 أغسطس – ستان لازاريديس لاعب كرة قدم أسترالي.

### أكتوبر
- 1 أكتوبر – ستفتش ألوشفسكي لاعب كرة يد مقدوني.
- 6 أكتوبر – مارك شوارزر

### نوفمبر
- 1 نوفمبر – توني كوليت

### ديسمبر
- 4 ديسمبر – كيري أن جوس لاعبة كرة مضرب أسترالية.
- 9 ديسمبر – أناليز براكنزيك ممثلة أسترالية.
- 16 ديسمبر – زيليكو كالاتش لاعب كرة قدم أسترالي.
- 28 ديسمبر – باتريك رافتر لاعب كرة مضرب أسترالي.

## وفيات

### يناير
- 22 يناير – جاك كامينغز (مواليد 1901) لاعب كرة مضرب أسترالي.

### أغسطس
- 19 أغسطس – أنتوني تايلور (مواليد 1917)

### ديسمبر
- 27 ديسمبر – بول جونز (مواليد 1878) سياسي أسترالي.